# Variratina minuta
Genre
Espèce
Variratina minuta, unique représentant du genre Variratina, est une espèce d'araignées aranéomorphes de la famille des Salticidae.

## Distribution
Cette espèce est endémique de la province centrale en Papouasie-Nouvelle-Guinée,. Elle se rencontre dans le parc national de Varirata.

## Description
La carapace du mâle holotype mesure 0,9 mm de long et l'abdomen 0,8 mm et la carapace de la femelle paratype mesure 1,0 mm de long et l'abdomen 1,4 mm.

## Publication originale
- Zhang & Maddison, 2012 : New euophryine jumping spiders from Papua New Guinea (Araneae: Salticidae: Euophryinae). Zootaxa, no 3491, p. 1-74.